# Plainfield (Pennsylvanie)
Plainfield est une census-designated place située dans le comté de Cumberland, dans l’État de Pennsylvanie, aux États-Unis. Lors du recensement de 2020, elle compte 443 habitants.